# Melothria fimbristipula
Melothria fimbristipula là một loài thực vật có hoa trong họ Cucurbitaceae. Loài này được (Kotschy & Peyr.) Roberty mô tả khoa học đầu tiên năm 1954.